# Puerta de Mangos
Puerta de Mangos är en ort i Mexiko.   Den ligger i kommunen Santiago Ixcuintla och delstaten Nayarit, i den centrala delen av landet, 700 km väster om huvudstaden Mexico City. Puerta de Mangos ligger 9 meter över havet och antalet invånare är 1 697.
Terrängen runt Puerta de Mangos är mycket platt. Runt Puerta de Mangos är det ganska glesbefolkat, med 48 invånare per kvadratkilometer. Närmaste större samhälle är Villa Hidalgo, 11,1 km öster om Puerta de Mangos. Trakten runt Puerta de Mangos består till största delen av jordbruksmark.